# Église Saints-Gervais-et-Protais de Perthes
L'église Saints-Gervais-et-Protais de Perthes  est une église catholique, située à Perthes, dans le département de Seine-et-Marne, en France.

## Historique
L'édifice est inscrit au titre des monuments historiques le 14 avril 1926.

## Galerie de photographies

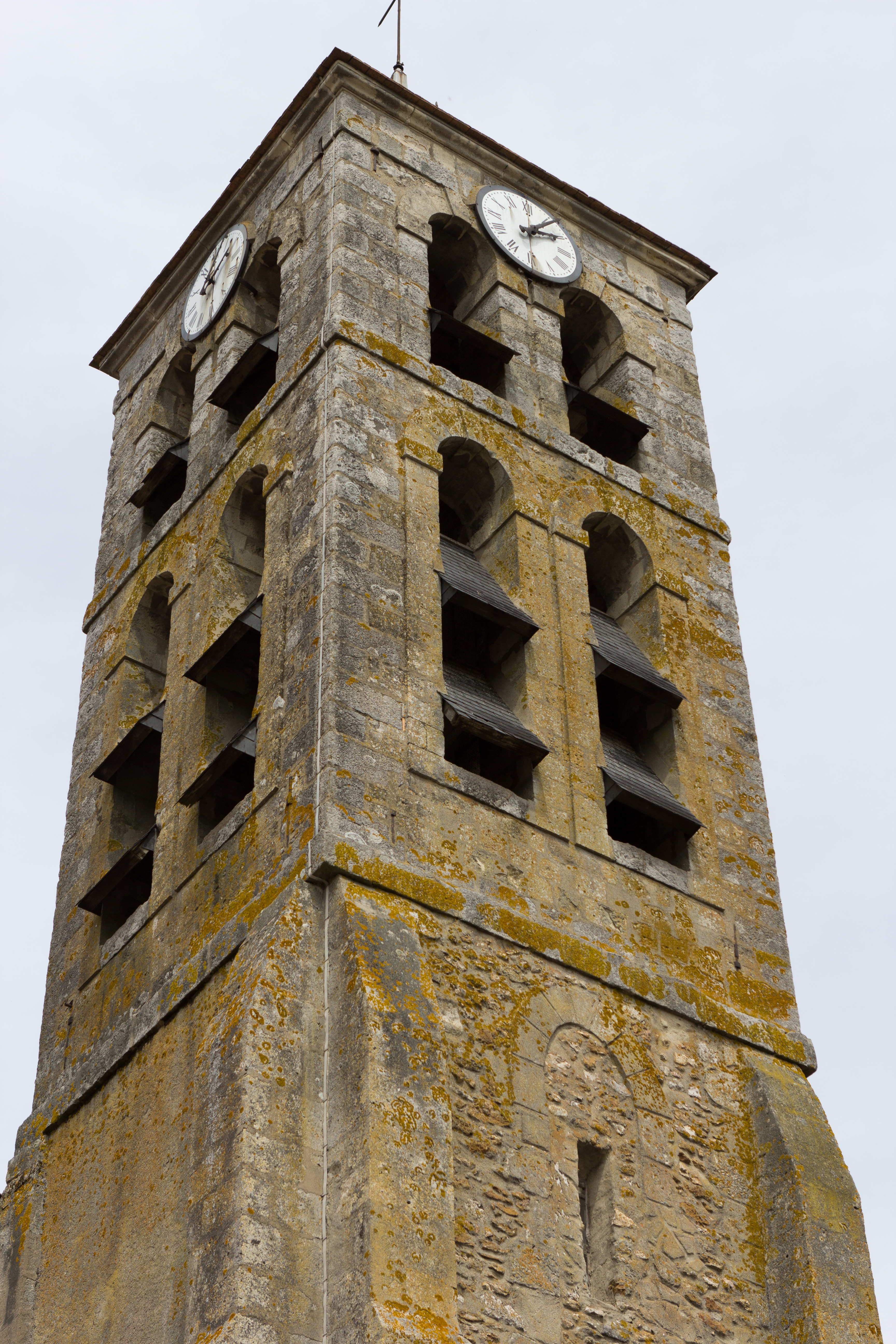
Le clocher.
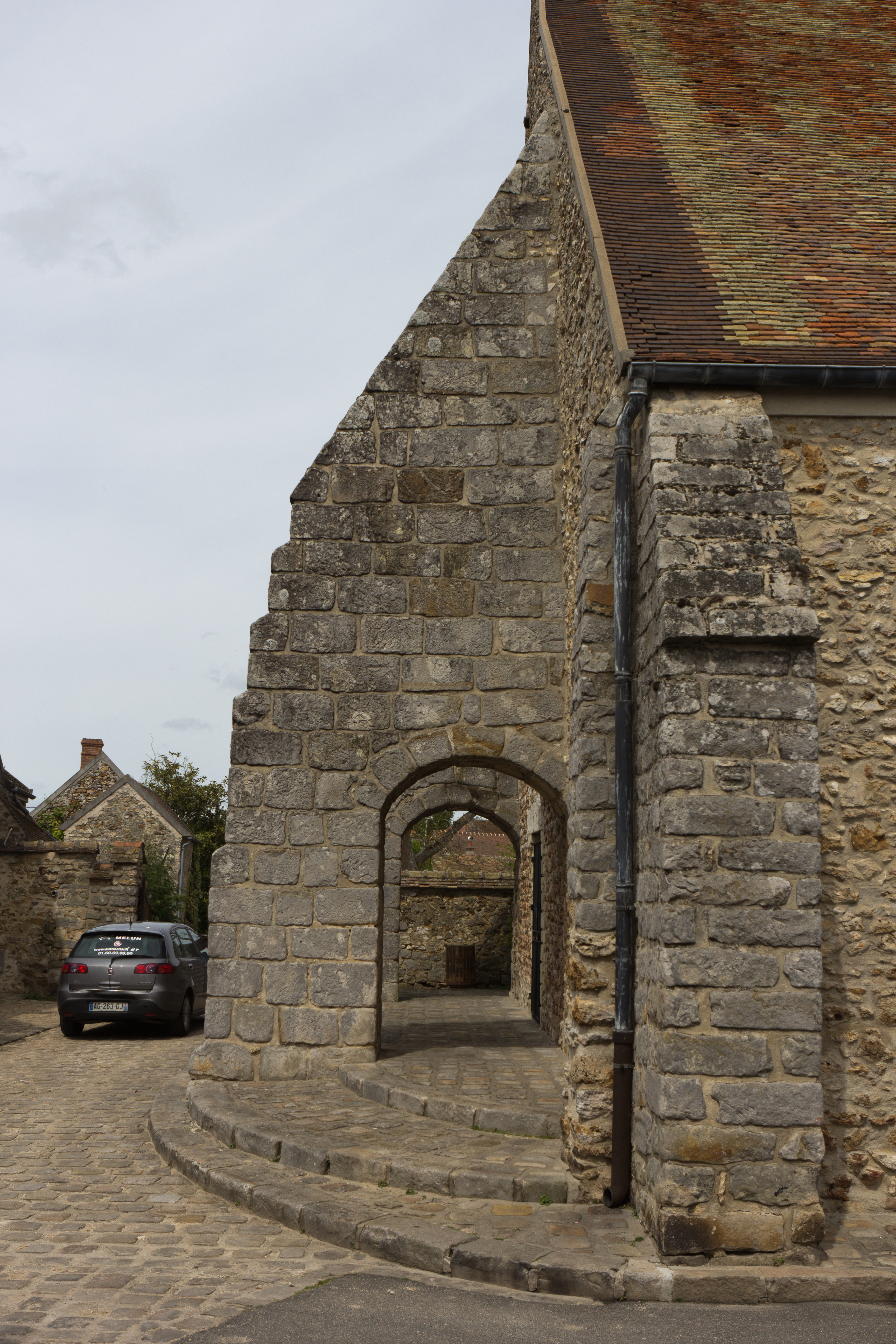
Les arches.
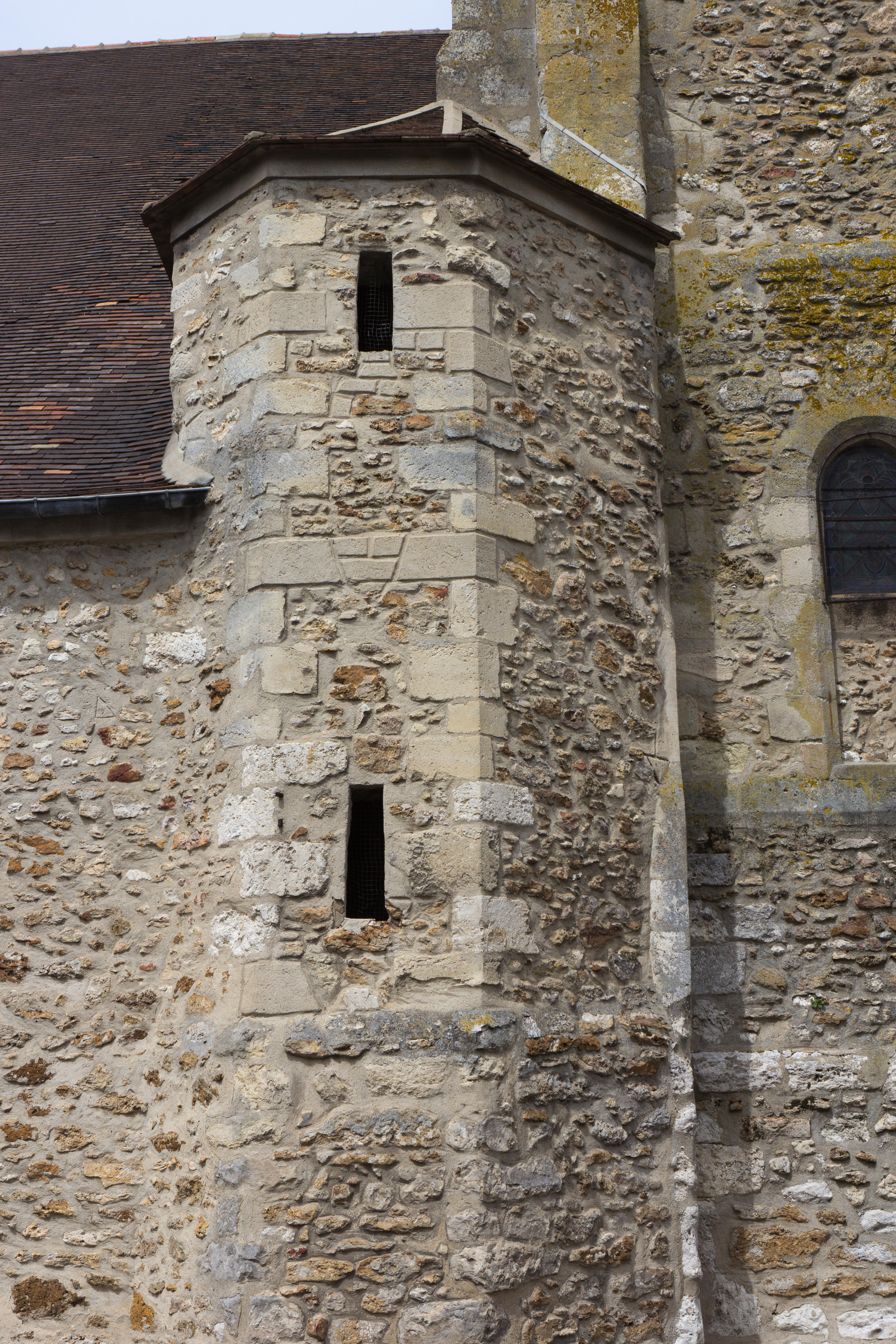
Une tourelle latérale.
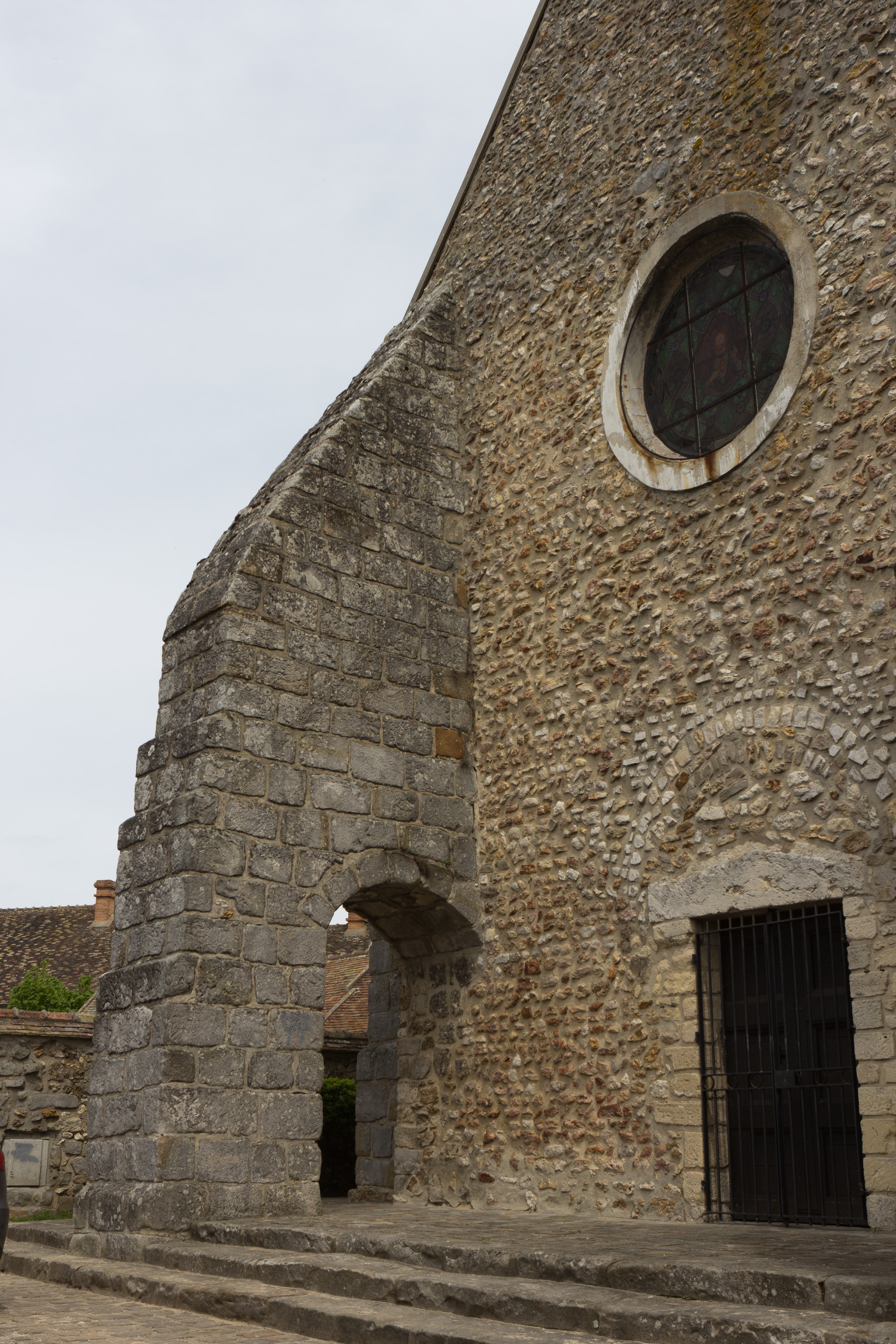
Le porche.
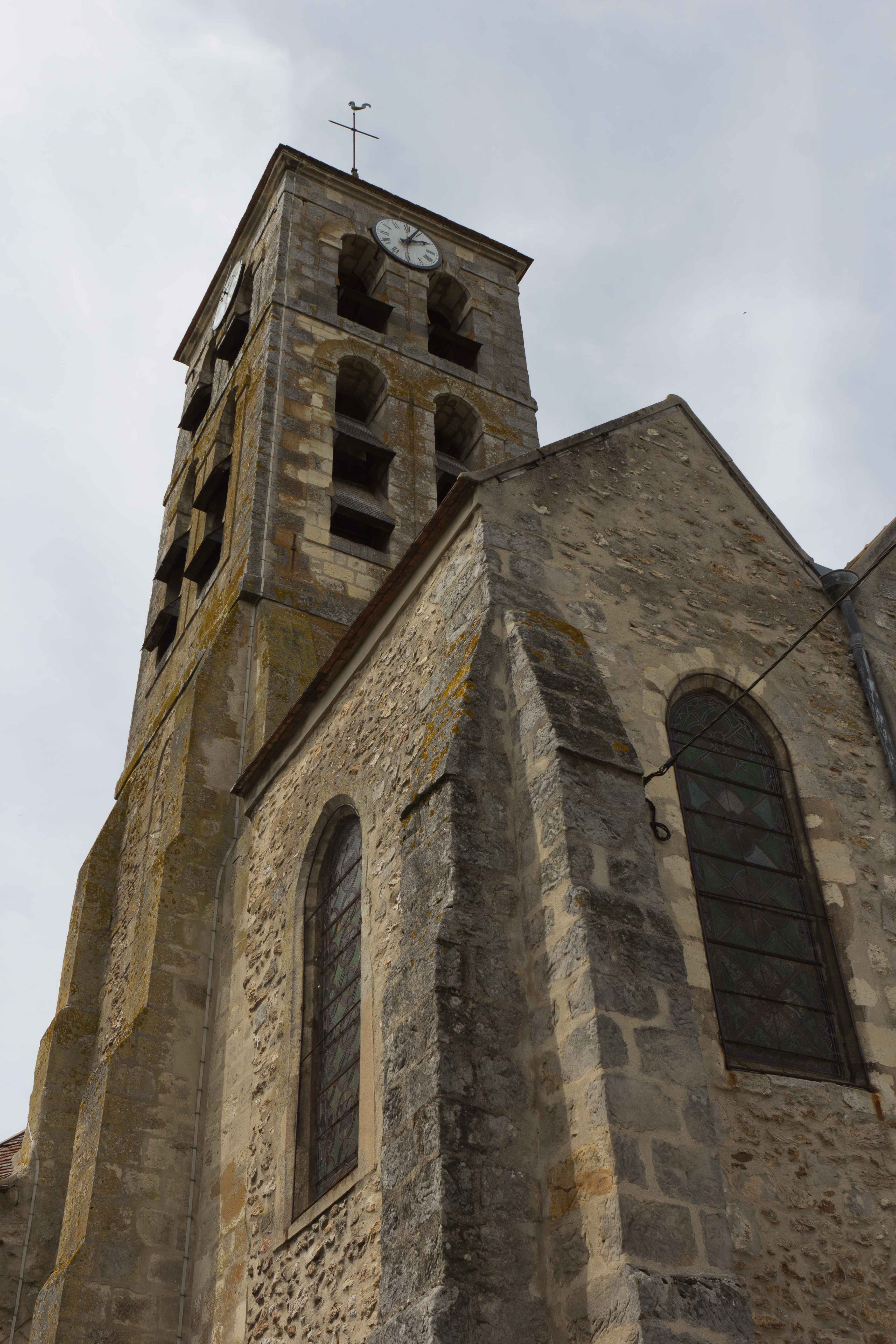
Vue latérale.